# Dean Schneider
Dean Schneider es el fundador suizo, de 30 años, de un santuario animal con sede en Sudáfrica y una personalidad de medios de comunicación sociales.

## Carrera
Schneider estudió finanzas y a la edad de 21 años se convirtió en empresario y creó su propia compañía de planificación financiera; tres años después tenía cincuenta empleados. Schneider era un banquero  y planificador financiero en Suiza antes de mudarse a Sudáfrica en 2017 para establecer un santuario de fauna silvestre y centro de rehabilitación, Hakuna Mipaka ("sin límites" en suajili). Es un estado de 400 hectáreas, propiedad para los leones nacidos en cautividad. Contiene un área separada donde albergan cebras, impalas, kudus, hienas, y mandriles. 
Antes de mudarse a Sudáfrica, Schneider voló a África más de una docena de veces para visitar la tierra, para hacer contactos, buscar patrocinadores, y desarrollar un plan de  administración de 70 páginas mientras esperaba las subvenciones. Schneider comparte, en los medios de comunicación, interacciones con la fauna salvaje con el soporte de un ayudante personal y un director de contenido. 
En enero de 2025, Schneider 11 millones de seguidores en Instagram. Dedica hasta siete horas al día en Instagram y responde aproximadamente 800 comentarios y publicaciones en diferentes idiomas. Schneider se inspiró en Steve Irwin para ayudar a la gente a conectar con la vida salvaje. En mayo de 2020, el periódico UK's The Times informó de que Schneider es objeto de una investigación de abuso animal por parte de la agencia de bienestar animal de Sudáfrica con respecto a un vídeo que Schneider mismo había subido, en el que golpeaba a uno de sus cachorros de león con el puño después de que una de sus garras se enganchara en su hombro.